# Kyrenaischer Fuß
Der kyrenaische Fuß – fälschlich auch:  kyrenäischer Fuß – ist neben dem gemein-griechischen Fuß eines der wichtigsten Fußmaße der griechischen Antike.

## Geschichte
Der Name des kyrenaischen Fußes rührt daher, dass dieser Fuß insbesondere in der Kyrenaika, einer Landschaft im östlichen Libyen mit der antiken Hauptstadt Kyrene, verwendet wurde. Die Stadt Kyrene wurde im 7. Jahrhundert v. Chr. von griechischen Siedlern gegründet. Der kyrenaische Fuß verbreitete sich in der gesamten griechischen Oikumene, auch im Mutterland. Er wird in der Fachliteratur auch „kleiner Ptolemäischer Fuß“ genannt.
Anhand der Maße des akropolen Parthenons evaluierte Jacques Foucherot (1746–1813) den kyrenaischen Fuß auf 308,597 mm; also auf sehr knapp 308,6 mm. Sieben-glatt misst der kyrenaische Fuß 308,7 mm. Tatsächlich müssen Schwankungen von ca. ± 0,17 % in den Längenmaßen – selbst für Etalone – sowohl in der Antike, als auch im Mittelalter als normal betrachtet werden.
Seine Ratio zum römischen Fuß beträgt 25 : 24. Somit ist ein kyrenaisches stadion zu 600 Fuß genau so lang, wie das römische stadium zu 625 Fuß.
Seine Ratio zum Pous italikos beträgt 7 : 6 und zur ägyptischen Königselle 7 : 12. Eine kyrenaische Doppelfußelle unterhält also mit der letzteren auch die Ratio 28 : 24.

## Bedeutung des kyrenaischen Fußes
Die besondere Bedeutung des kyrenaischen Fußes liegt in der Messung des longitudinalen Erdumfangs von Eratosthenes.
Gemäß Eratosthenes beträgt der Erdumfang die Länge von 252.000 Stadien. Wenn Eratosthenes ein Stadion zu 158,76 m gemeint hat, das heißt ein Stadion zu 600 Pous italikos, gleich 600 × 264,6 mm, dann hat er den Erdumfang genau – bezüglich des heutigen WGS 84-Wertes – berechnet. Sollte jedoch Eratosthenes irgendein „anderes Stadion“ gemeint haben, so sind seine Berechnungen dementsprechend falsch. Zeitgenössische Geodäten, wie der Berliner Professor Dieter Lelgemann gehen davon aus, dass Eratosthenes tatsächlich 252.000 × 600 × 0,2646 m, also dann eben auch 360 × 3600 × 100 kyrenaische Fuß für seinen Erdumfang berechnet haben dürfte.

## Der moderne sieben-glatte Wert des kyrenaischen Fußes
Die moderne historische Metrologie bevorzugt heutzutage den arbiträren Wert von exakt 308.700 µm. Es handelt sich um dasjenigen sieben-glatte Vielfache des Mikrometers, das dem 360.000. Teil eines Breitengrades des WGS 84-Referenzellipsoides am nächsten kommt (bei einem relativen Fehler von unter 0,001 %). Der Wert wird also a posteriori so gewählt, dass die Erdumfangsmessung durch Eratosthenes möglichst exakt war. Dass der Wert sieben-glatt ist, vermeidet das Auftreten willkürlicher Dezimalrundungen bei Umrechnungen antiker Maße in SI-Einheiten. Der Wert ist im Rahmen der auftretenden Varianz auch mit den statistischen Erhebungen der antiken Längenmaße verträglich.
| 39 994 | , 17 | km |

| 40 000 | , 000 000 000 | km |

| 40 003 | , 200 | km |

| 40 007 | , 520 | km |

| 4 | , 0007 863 | × e+7 m |

| 9 998 | , 54 | km |

| 10 000 | , 000 000 000 | km |

| 10 000 | , 800 | km |

| 10 001 | , 880 | km |

| 1 | , 0001 966 | × e+7 m |

| 111 | ,095 | km |

| 111 | , 111 111 111 | km |

| 111 | , 120 | km |

| 111 | , 132 | km |

| 1 | , 11 13295 | × e+5 m |

| 1 851 | , 582 | m |

| 1 851 | , 851 851 851 | m |

| 1 852 | , 000 | m |

| 1 852 | , 200 | m |

| 1 | , 852 2159 | × e+3 m |

| 30 | , 8597 | m |

| 30 | , 864 197 530 | m |

| 30 | , 866 | m |

| 30 | , 870 | m |

| 3 | , 0 870265 | × e+1 m |

| 308 | , 597 | mm |

| 308 | , 641 975 308 | mm |

| 308 | , 666 | mm |

| 308 | , 700 | mm |

| 3 | , 08 70265 | × e - 1 m |

## Der Fuß des antiken Olympiastadions in Athen
Das antike Olympiastadion in Athen misst – wie alle griechischen Stadien – 600 Fuß. Römische Stadien messen stets 625 Fuß. Unter Zugrundelegung des sieben-glatten Wertes zu 308,7 mm, sollte das Athener Olympiastadion – wo der kyrenaische Fuß auch Verwendung fand – eigentlich 185,22 Meter messen. Tatsächlich misst es aber nur 184,96 Meter, also genau 26 Zentimeter weniger. Solche geringfügigen Abweichungen, hier 0,14 %, sind aber bei vorneuzeitlichen Maßen allgemein zu beobachten. Bei antiken Längenmaßen gelten erst Abweichungen von mehr als ± 0,17 % als bedenklich, bzw. es handelt sich dann eben um ein anderes Maß mit einer anderen Ableitung.
Da der kyrenaische Fuß und der Fuß des antiken Olympiastadions in Athen identisch sind, wird der kyrenaische Fuß manchmal auch „Olympischer Fuß“ genannt. Diese Bezeichnung ist aber unklar, da der Olympische Fuß des Stadions zu Olympia ein anderer ist. Dieser steht mit dem Konstruktions-Remen in Verbindung. Sein Verhältnis zum Athener Olympischen Fuß, das heißt also zum kyrenaischen Fuß, beträgt 72 : 49√2.

## Der kyrenaische Fuß im Verhältnis zu anderen Fuß-Einheiten
Die Ratio des kyrenaischen zum englischen Fuß beträgt genau 7000 : 6912, wobei die letztere Zahl gleich 4 × 123 ist. Nimmt man den englischen Fuß als Referenz, so erhält man für den kyrenaischen Fuß einen Wert von genau 2−3 × 3−2 × 52 × 71 × 127 = 308,680555 Millimeter. Geht man umgekehrt vom sieben-glatten Wert des kyrenaischen Fuß aus, so ergibt sich ein um 1/15875 erhöhter englischer Fuß zu 24 × 35 × 5−4 × 72 = 304,8192 mm. In der Produktionstechnik liegt 1 : 15 875, also plus ca. 0,0063 %, selbst im Bereich der Hochpräzision innerhalb aller Toleranzwerte.
In der Wissenschaft wird der englische Fuß weltweit – einschließlich der USA – schon seit vielen Jahrzehnten nicht mehr verwendet, ist aber als letzter Vertreter der alten, auf hochzusammengesetzte Zahlen hin ausgerichteten Maßsysteme mit ihrer 5000-jährigen Tradition in einigen Ländern weiterhin in Gebrauch. Der legale Wert des österreichischen Fuß ist nur etwa 1/40 Millimeter oder 0,009 % kürzer als 128:125 sieben-glatte kyrenaische Fuß, während der alte, weitverbreitete Rheinfuß, 64:63 kyrenaische Fuß, später auch preußischer Fuß genannt, hier 0,25 Millimeter oder 0,080 % länger ist, was aber auch noch sehr gut im Rahmen der alten Präzisionen liegt.